# Vianga magnifica
Vianga magnifica är en fjärilsart som beskrevs av Rothschild 1917. Vianga magnifica ingår i släktet Vianga och familjen Eupterotidae. Inga underarter finns listade i Catalogue of Life.